# De Dion-Bouton Type FI
Der De Dion-Bouton Type FI ist ein Pkw-Modell aus den 1910er Jahren. Hersteller war De Dion-Bouton aus Frankreich.

## Beschreibung
Die Zulassung durch die nationale Zulassungsbehörde erfolgte am 14. November 1913. Vorgänger war der Type EL.
Der Vierzylindermotor hat 75 mm Bohrung, 130 mm Hub und 2297 cm³ Hubraum. Er war damals in Frankreich mit 14 Cheval fiscal (Steuer-PS) eingestuft. Bei 1500 Umdrehungen in der Minute leistet er 19,1 bhp. Die Höchstleistung des Motors ist nicht bekannt. Er ist vorne im Fahrgestell montiert und treibt über ein Vierganggetriebe und eine Kardanwelle die Hinterräder an. Der Wasserkühler ist direkt vor dem Motor hinter einem deutlich sichtbaren Kühlergrill.
Die Basis bildet ein Pressstahlrahmen. Der Radstand beträgt 2978 mm und die Spurweite 1250 mm.
Bekannt sind Aufbauten als Tourenwagen.
Das Modell wurde bis 1915 produziert. Bis zum Ende des Ersten Weltkriegs erschien kein Nachfolger.
Der zeitgleich angebotene Type FL hat einen längeren Radstand.